# Джонсон, Стивен
Стивен Ли Джонсон (англ. Stephen Lee Johnson; род. 21 марта 1951; Вашингтон, США) — американский политический и государственный деятель, администратор Агентства по охране окружающей среды (2005—2009).

## Биография
Джонсон родился 21 марта 1951 года в Вашингтоне. Окончил Университет Тейлор и Университет Джорджа Вашингтона. После учёбы он работал в биотехнологических компаниях. Карьеру в Агентстве по охране окружающей среды начал с 1979 года. В 2003 году Джонсон стал заместителем администратора, а в 2005 году сам занял эту должность. Ушёл в отставку в 2009 году.

## Личная жизнь
Стивен женат на Дебби Джонсон. У пары родилось трое детей: Кэрри, Эллисон и Мэтью.